# Comet I (A34)
O Comet I (A34) foi um tanque cruzador desenvolvido pela Leyland Motors Ltd. para o exército do Reino Unido.

## Operadores
- Cuba
- Finlândia
- Irlanda
- África do Sul
- Reino Unido
- Myanmar